# 希臘足球總會
希臘足球總會（希臘語：Ελληνική Ποδοσφαιρική Ομοσπονδία，羅馬化：Ellinikí Podosferikí Omospondía，簡稱EPO）是希臘的足球主管團體，總部設於雅典，負責組織希臘各級別足球聯賽（其中希臘超為獨立運營）、希臘盃、希臘超級盃及希臘國家隊。
希臘足球總會於1926年由雅典、比雷埃夫斯及塞薩洛尼基三個足球聯合會聯合而成，1927年加入歐洲足協，1954年加入國際足協。

希臘足球總會會徽
（英文版本）

## 外部連結
- Official Site （页面存档备份，存于）
- Greece （页面存档备份，存于） at FIFA site
- Greece （页面存档备份，存于） at UEFA site